# 福州二环路

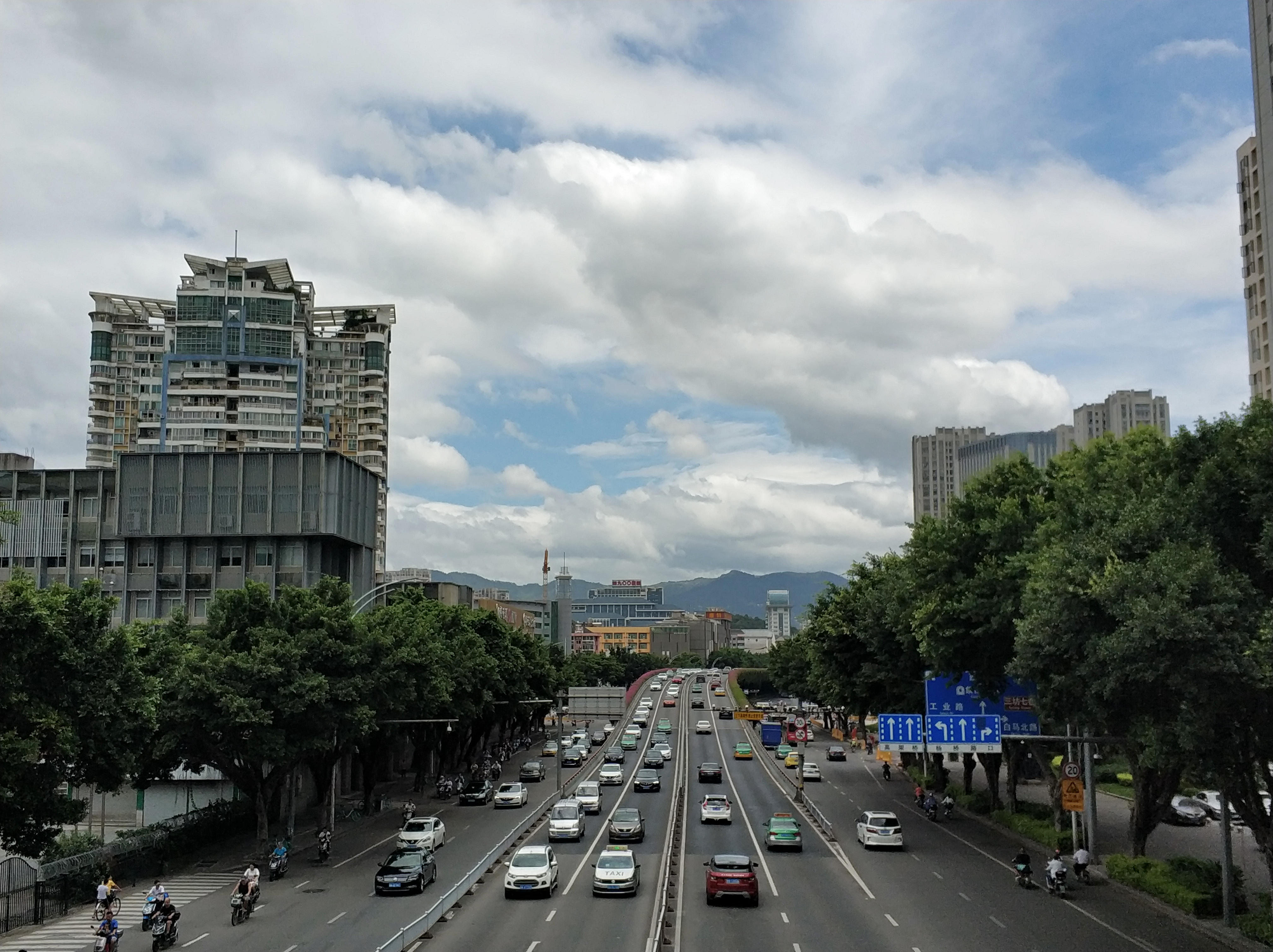
西二环陆庄高架桥

福州二环路是福建省福州市的一条快速环路，全长28.5公里，建有2座跨闽江的大桥，分別為尤溪洲大桥及鳌峰大桥。已建22座立交高架桥，预建3座立交高架桥。大部分为全立交、半封闭的城市快速道路，限速70公里。

## 历史
东、西、北二环路已于1990年代分别建成，为双向八车道道路，是当时福州最宽的道路，还建了当时的地标立交——五里亭立交桥。2004年，南二环快速路、尤溪洲大桥贯通，二环道路基本连成。2005年至2007年，由于二环路车流量过高、交通负载加重，在東、西、北二环建设了11座高架桥，分别是工业、黎明、陆庄、象山、铜盘、龙腰、思儿亭、斗门、岳峰、鼎屿、国货等立交。2019年，南二环与南台大道的北园互通多条匝道陆续通车，形成一条南向出城的快速通道。

## 未来
未来，连江南路（东二环）将进行快速化改造。规划新建跨越大坪路的地下隧道和跨越三高路的高架桥，以及与福峡路连接的大型立交——白湖亭立交。另外，规划将二环路的双湖高架桥、黎明高架桥、工业高架桥以及龙腰高架桥升级为立交桥。